# Inhalatorium

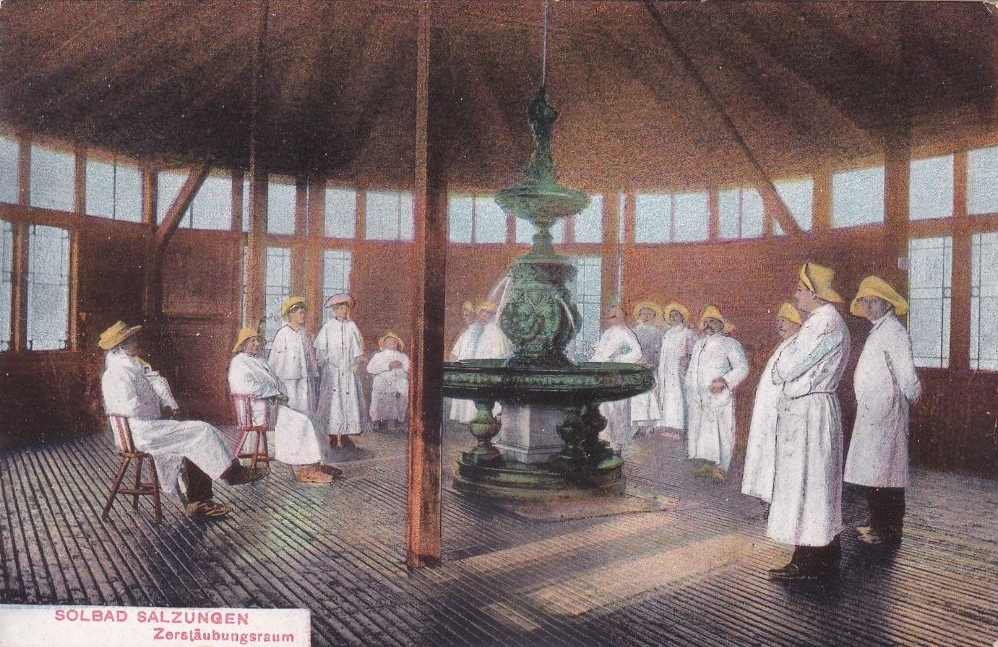
Inhalatorium w Bad Salzungen (ok. 1910)

Inhalatorium (wziewalnia, waporatorium) – miejsce powstałe naturalnie lub utworzone sztucznie, w którym substancje lecznicze są pobierane w drodze inhalacji. Inhalacje mogą być prowadzone w naturalnych wziewalniach – przestrzeniach powietrznych, powstających wokół źródeł wód gorących, bijących bezpośrednio z głębokich pokładów. Podobne wziewalnie powstają wokół urządzeń budowanych w celu otrzymywania soli kuchennej metodą zagęszczania solanki.  

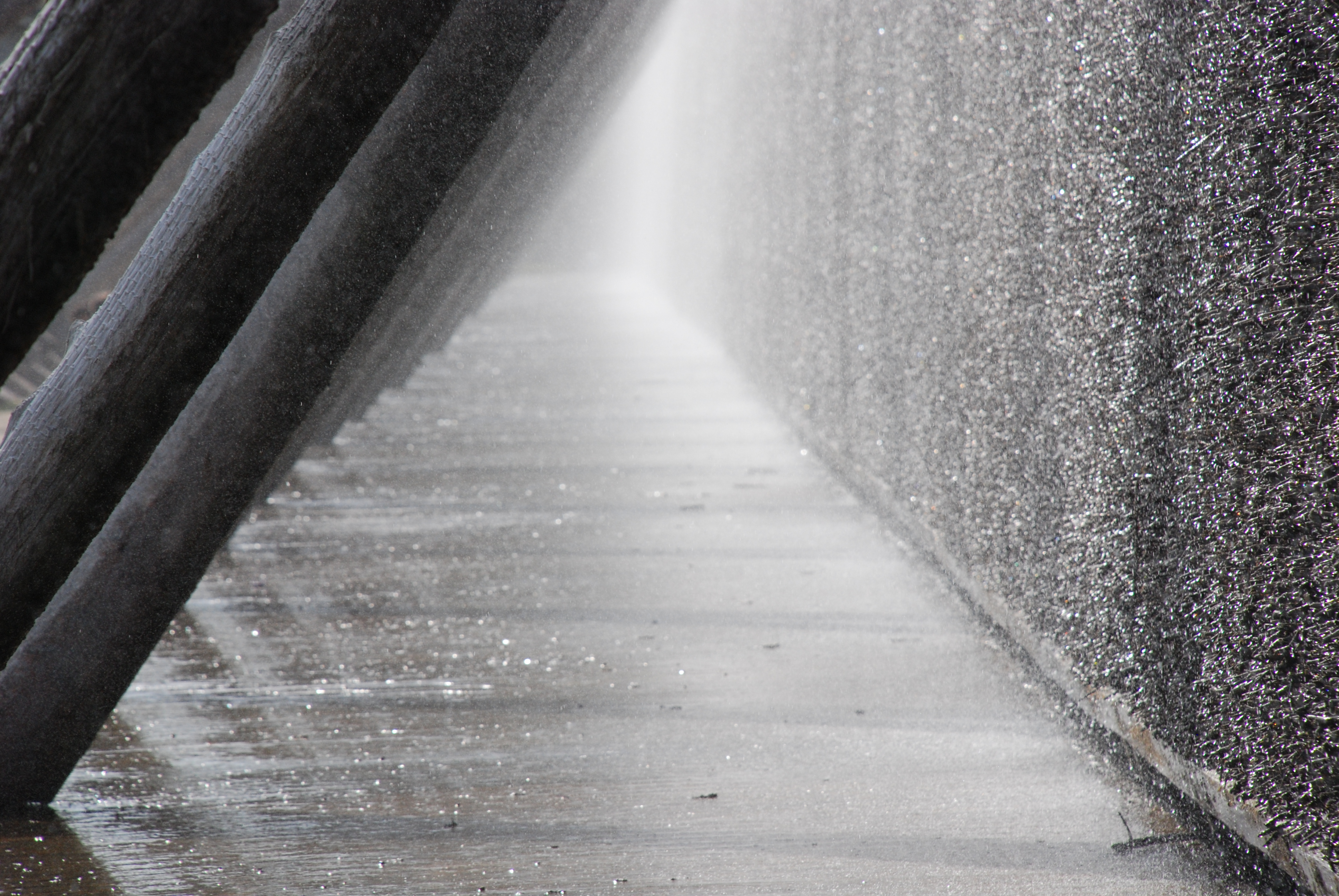
wziewalnia przy tężni

## Historia

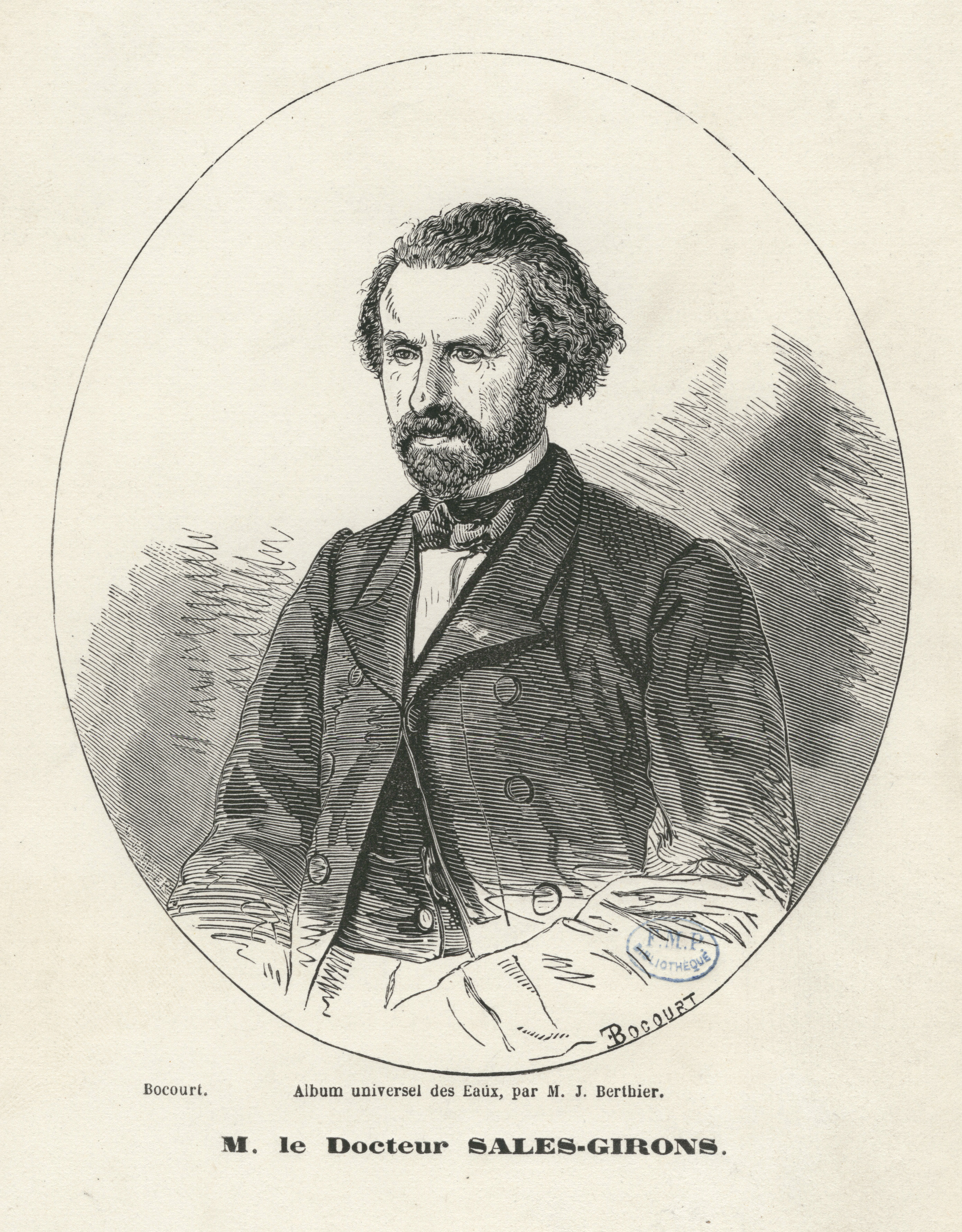
Dr M. Sales Giron

Nowatorskie działania podjęli w połowie XIX wieku dwaj lekarze uzdrowiskowi, Auphan i Sales Giron. Pracowali w uzdrowiskach Euret les Bains i Pierrefond, utworzonych po odkryciu źródła wód leczniczych w Aix-les-Bains. W 1849 roku zaprojektowali sztuczne wziewalnie (nazwane waporatoriami), w których strumień wydobywanej ze źródła wody jest kierowany pod ciśnieniem na kamienną ścianę pomieszczenia, gdzie rozbija się, tworząc mgłę.
Wziewania okazały się skuteczne, jednak kuracjusze wyrażali zastrzeżenia (np. moczenie ubrań, konieczność obnażania ciała). W latach 60. XIX w. Sales Giron zbudował działający na tej samej zasadzie ręczny rozpylacz płynów, umożliwiający korzystanie z inhalacji w domu. Strumień płynu, wyrzucany pod zwiększonym ciśnieniem poprzez dyszę, rozpyla się uderzając w metalową lub szklaną przegrodę. Przyrząd Sales-Girona został zaaprobowany przez Académie de médecine de Paris. Stał się pierwowzorem wielu kolejnych typów rozpylaczy (m.in. Wassmutlia, Richardsona, Troeltscha, Herynga).
Odmienną konstrukcję ma przyrząd zbudowany i stosowany w Ciechocinku (Le pulvérisateur de Ciechocinek) według projektu i pod nadzorem prof. Jana Szmurło, wzorowany na inżektorowym rozpylaczu fizjologa, prof. Mile z Uniwersytetu Warszawskiego (lata 40. XIX w.). Rozpylacz jest zanurzony w głębokim szklanym kloszu, wypełnionym solanką do połowy trzpienia. Strumień sprężonego powietrza zasysa solankę przez otwory w trzpieniu na przeciwległą ścianę klosza. Drobne cząstki są unoszone do wylotu, a większe kropelki spływają na dno klosza. Otrzymywana delikatna lecz gęsta mgła (widzialność 1—1,5 kroku) wypełniała kubaturę sal lub małych pokoi (cel wziewalni). Na ścianach pomieszczeń i meblach nie pojawiała się rosa. Zasadę strumienicy zastosowało wielu innych konstruktorów (m.in. Bergson w inhalatorze „hydroconion”). Jest popularna współcześnie.